# جيوليجياشو
جيوليجياشو، انتري ريوس (مدينة) (بالإسبانية: Gualeguaychú, Entre Ríos)‏ هي منطقة سكنية تقع في الأرجنتين في Gualeguaychú Department.[بحاجة لمصدر] يقدر عدد سكانها بـ 102,421 نسمة وترتفع عن سطح البحر 15 متر.

## المناخ
يظهر الجدول التالي التغييرات المناخية على مدار السنة لجيوليجياشو:
| البيانات المناخية لـجيوليجياشو             | البيانات المناخية لـجيوليجياشو | البيانات المناخية لـجيوليجياشو | البيانات المناخية لـجيوليجياشو | البيانات المناخية لـجيوليجياشو | البيانات المناخية لـجيوليجياشو | البيانات المناخية لـجيوليجياشو | البيانات المناخية لـجيوليجياشو | البيانات المناخية لـجيوليجياشو | البيانات المناخية لـجيوليجياشو | البيانات المناخية لـجيوليجياشو | البيانات المناخية لـجيوليجياشو | البيانات المناخية لـجيوليجياشو | البيانات المناخية لـجيوليجياشو |
| الشهر                                      | يناير                          | فبراير                         | مارس                           | أبريل                          | مايو                           | يونيو                          | يوليو                          | أغسطس                          | سبتمبر                         | أكتوبر                         | نوفمبر                         | ديسمبر                         | المعدل السنوي                  |
| ------------------------------------------ | ------------------------------ | ------------------------------ | ------------------------------ | ------------------------------ | ------------------------------ | ------------------------------ | ------------------------------ | ------------------------------ | ------------------------------ | ------------------------------ | ------------------------------ | ------------------------------ | ------------------------------ |
| الدرجة القصوى °م (°ف)                      | 41.0 (105.8)                   | 40.6 (105.1)                   | 38.2 (100.8)                   | 35.5 (95.9)                    | 33.2 (91.8)                    | 29.9 (85.8)                    | 32.4 (90.3)                    | 35.2 (95.4)                    | 37.0 (98.6)                    | 37.1 (98.8)                    | 38.5 (101.3)                   | 40.7 (105.3)                   | 41.0 (105.8)                   |
| متوسط درجة الحرارة الكبرى °م (°ف)          | 31.6 (88.9)                    | 29.8 (85.6)                    | 28.2 (82.8)                    | 23.9 (75.0)                    | 20.2 (68.4)                    | 17.1 (62.8)                    | 16.7 (62.1)                    | 19.2 (66.6)                    | 20.6 (69.1)                    | 24.0 (75.2)                    | 27.0 (80.6)                    | 29.9 (85.8)                    | 24.0 (75.2)                    |
| المتوسط اليومي °م (°ف)                     | 25.1 (77.2)                    | 23.7 (74.7)                    | 22.0 (71.6)                    | 17.8 (64.0)                    | 14.2 (57.6)                    | 11.3 (52.3)                    | 10.7 (51.3)                    | 12.8 (55.0)                    | 14.7 (58.5)                    | 18.0 (64.4)                    | 20.9 (69.6)                    | 23.4 (74.1)                    | 17.9 (64.2)                    |
| متوسط درجة الحرارة الصغرى °م (°ف)          | 18.8 (65.8)                    | 18.0 (64.4)                    | 16.5 (61.7)                    | 12.6 (54.7)                    | 9.3 (48.7)                     | 6.7 (44.1)                     | 6.0 (42.8)                     | 7.4 (45.3)                     | 9.0 (48.2)                     | 12.1 (53.8)                    | 14.7 (58.5)                    | 17.0 (62.6)                    | 12.3 (54.1)                    |
| أدنى درجة حرارة °م (°ف)                    | 7.0 (44.6)                     | 6.3 (43.3)                     | 2.8 (37.0)                     | −0.4 (31.3)                    | −4.0 (24.8)                    | −7.0 (19.4)                    | −6.9 (19.6)                    | −5.1 (22.8)                    | −4.0 (24.8)                    | −1.0 (30.2)                    | 2.0 (35.6)                     | 4.5 (40.1)                     | −7.0 (19.4)                    |
| الهطول مم (إنش)                            | 109.6 (4.31)                   | 102.5 (4.04)                   | 131.6 (5.18)                   | 113.9 (4.48)                   | 82.7 (3.26)                    | 56.0 (2.20)                    | 50.6 (1.99)                    | 54.4 (2.14)                    | 71.0 (2.80)                    | 110.1 (4.33)                   | 119.9 (4.72)                   | 116.5 (4.59)                   | 1٬118٫8 (44.05)                |
| متوسط أيام هطول الأمطار (≥ 0.1 mm)         | 7.6                            | 7.6                            | 8.1                            | 8.7                            | 6.6                            | 6.5                            | 6.1                            | 5.8                            | 6.9                            | 9.2                            | 8.3                            | 8.6                            | 90.0                           |
| متوسط الرطوبة النسبية (%)                  | 65.1                           | 71.6                           | 74.3                           | 78.8                           | 80.7                           | 82.5                           | 80.3                           | 75.9                           | 72.9                           | 71.9                           | 68.9                           | 65.4                           | 74.0                           |
| ساعات سطوع الشمس الشهرية                   | 266.6                          | 224.0                          | 198.4                          | 192.0                          | 161.2                          | 123.0                          | 136.4                          | 161.2                          | 159.0                          | 210.8                          | 246.0                          | 251.1                          | 2٬329٫7                        |
| نسبة وصول أشعة الشمس                       | 61                             | 61                             | 51                             | 56                             | 49                             | 40                             | 42                             | 47                             | 45                             | 52                             | 59                             | 56                             | 52                             |
| المصدر #1: Servicio Meteorológico Nacional |                                |                                |                                |                                |                                |                                |                                |                                |                                |                                |                                |                                |                                |
| المصدر #2: NOAA (sun 1961–1990)            |                                |                                |                                |                                |                                |                                |                                |                                |                                |                                |                                |                                |                                |

## توأمة
لجيوليجياشو اتفاقيات توأمة مع كل من:
- ريدجو كالابريا
- غرناطة (نيكاراغوا)

## أعلام
- جيزيلا فيغا
- فاكوندو اربين
- سيزار هورست
- راؤول عمر روسي
- خوان رامون فرنانديز